# 75-я морская стрелковая бригада
75-я морская стрелковая бригада — воинское соединение Вооружённых Сил СССР, принимавшее участие в Великой Отечественной войне.

## Полное наименование
75-я морская стрелковая бригада

## История бригады
В первые месяцы войны служащие военно-морского флота хорошо показали себя в боях на приморских направлениях или при десантировании, поэтому в Москве было решено для участия в боевых действиях на суше сформировать 25 морских стрелковых бригад. В их числе была и 75-я морская стрелковая бригада.
Сформировалась она 12.12.1941 года в городе Новоказалинск (Казахская ССР) в Среднеазиатском военном округе. 75 % личного состава бригады — моряки. Комсостав (звено, взвод, рота, батарея, батальон) — выпускники Высшего Военно-Морского ордена Ленина Краснознамённого училища имени Фрунзе и Каспийского Военно-Морского училища. Формирование также шло за счёт Офицерских курсов Черноморского флота и курсантов Черноморского военно-морского училища, эвакуированного из Севастополя в Баку и далее в Казалинск. Большинство рядового состава было набрано из военных моряков Каспийской военной флотилии и из работников гражданского морского флота Аральского моря и речных флотов Сырдарьи, Амударьи и Или. Кроме работников морского и речного флота, в бригаду было отмобилизовано местное население из Кызылординской и Чимкентской областей КазССР. Личный состав укомплектованной бригады к моменту передислокации под Москву — достиг численности в 4500 человек.
Действовала в Московской зоне обороны.
- 75-я морская стрелковая бригада под командованием капитана 1-го ранга К. Д. Сухиашвили, прибыла в Москву 18 декабря 1941 года и поступила в распоряжение командующего Московской зоной обороны. 31 декабря 1941 года бригада вошла в состав 2-го гвардейского стрелкового корпуса.
- 17 января 1942 года бригада из р-на Нахабино переброшена по ж/д на станцию Бологое, откуда непрерывным маршем вышла в район Слобода (15-20 км юго-восточнее города Старая Русса) и впервые вступила в соприкосновение с противником (30-й пехотной дивизией)[6].
- В середине января в составе корпуса вместе с другими войсками 1-й ударной армии бригада участвовала в прорыве вражеской обороны на реке Лама, освободила под Москвой десятки населённых пунктов, в том числе опорные пункты Козлово, Давыдово, Сычево, Михалкино.
- 28 января 1942 года бригада прибыла на станцию Бологое Октябрьской железной дороги, откуда походным порядком перешла к линии фронта, в район 12-13 км восточнее города Старая Русса и поступила в подчинение командира 2-го гвардейского стрелкового корпуса.
- 3 февраля 1942 года бригада выступила из района Старая Русса в направлении на юг. Продвигаясь на юг вдоль реки Редья, бригада до 17 февраля прошла с боями более 100 км, выбив немцев более чем из 20 населённых пунктов.
- 17 февраля бригада вышла на реку Ловать, в район 10-12 км юго-западнее города Холм.
- К концу февраля 1942 года, 2-й гвардейский стрелковый корпус, медленно продвигаясь в тяжёлых условиях лесисто-болотистой местности, без дорог, но не встречая серьёзного сопротивления противника, вышел на подступы к городу Холм. В деревне Шапково, в двадцати километрах севернее Холма, передовые части 8-й гвардейской дивизии и 75-й морской стрелковой бригады, наступавшие в авангарде 2-го корпуса, соединились с частями 26-й стрелковой бригады Калининского фронта, и замкнули кольцо окружения рамушевской и демянской группировок противника. В результате наступления войск Северо-Западного фронта образовался «котёл», в котором оказались 6 немецких дивизий, включая моторизированную дивизию СС «Тотенкопф» — всего около 95 000 человек солдат и вспомогательных частей

В этом районе бригада до 1 апреля несколько раз переходила в наступление, но успеха не имела. Противник также несколько раз предпринимал атаки на участке бригады, но, встречая упорное сопротивление, откатывался обратно.
- С 1 апреля на фронте бригады боёв не было.

Потери бригады с 3 февраля по 15 апреля:
Начсостава убито 71, ранено 148, заболело 19, обморожено 2, пропало без вести 16, всего потери начсостава 256 человек; рядовых и младшего начсостава убито 670, ранено 1949, заболело 133, обморожено 102, пропало без вести 786, попало в плен 3, всего потери рядовых и младшего начсостава 3643 человека.
Всего потери в личном составе — 3904.
В боях с фашистскими захватчиками бригада уничтожила более 2000 солдат и офицеров, захвачено 15 пленных; захвачено и уничтожено грузовых автомашин — 26, легковых — 3, орудий разных калибров — 27, танков — 12, бронемашин — 2, пулемётов — 24, миномётов — 14, самолётов — 4.
В феврале — марте 1942 года воевала в районе Старой Руссы, в составе войск Калининского фронта бригада участвовала в Демянской операции.

В приказе командира 2-го гвардейского стрелкового корпуса генерал-майора А. И. Лизюкова 75-й морской бригаде говорилось: «Поздравляю отважных моряков с героическими подвигами, храбро и мужественно отражающих натиск озверевших фашистских гадов. За беспредельную преданность нашей социалистической Родине, великой партии, проявленное бесстрашие при уничтожении фашистской мрази всему личному составу бригады объявляю благодарность.
Приказываю: всех краснофлотцев, командиров и политработников — участников боёв на подступах к Холму, всех без исключения, за проявленное мужество и отвагу представить к правительственным наградам.»
— Камалов Х. Х. Морская пехота в боях за Родину. — Второе издание, дополненное и переработанное. — М.: Воениздат, 1983. — С. 110—111. — 221 с.
17 марта 1942 года, в разгар ожесточённых боёв, народный комиссар обороны СССР подписал приказ № 78, в котором были такие слова: «В многочисленных боях за нашу Советскую Родину против захватчиков личный состав 75-й бригады показал образцы мужества, отваги, дисциплины и организованности. Ведя непрерывные бои с немецкими захватчиками, бойцы и командиры бригады нанесли огромные потери фашистским войскам и своими сокрушительными ударами уничтожили живую силу и технику противника, беспощадно громили немецких захватчиков. За проявленную отвагу в боях за Отечество, за стойкость и мужество, дисциплину и организованность, за героизм личного состава ПРЕОБРАЗОВАТЬ: 75-ю стрелковую бригаду — в 3-ю гвардейскую стрелковую бригаду со вручением ей гвардейского знамени. Командиром 3-й гвардейской бригады назначить капитана 1 ранга Сухиашвили К. Д.».
За успешное окружение и уничтожение Холмской группировки, за боевые заслуги в боях за Родину 17 марта 1942 года была переименована в 3-ю гвардейскую стрелковую бригаду.
В статье, опубликованной 1 мая 1942 года в газете «Красная звезда» Герой Советского Союза, командир 2-го гвардейского стрелкового корпуса Александр Лизюков, писал:

 «…Совсем недавно гвардейская часть Сухиашвили показала такую выдержку и упорство, перед которыми меркнет слава многих знаменитых подвигов гвардии прошлых лет… Немцы встретились с железным потоком, сметавшим на своём пути всякое сопротивление… Вот так воюют советские гвардейцы. Так в боях сложилось твёрдое понятие о воинской чести нашей гвардии: презрение к смерти во имя Победы». — 1 мая 1942 года газета «Красная звезда»

## Преемники
- 17 марта 1942 года бригада преобразована во 3-ю гвардейскую стрелковую бригаду.
- В апреле-мае 1942 года переформирована в 27-ю гвардейскую стрелковую дивизию;
- С 5.10.1945 21-я гвардейская механизированная Новобугская Краснознамённая ордена Богдана Хмельницкого дивизия;
- С 1957 года 21-я гвардейская мотострелковая Новобугская Краснознамённая ордена Богдана Хмельницкого дивизия;
- С 1965 года 27-я гвардейская мотострелковая Омско-Новобугская Краснознамённая ордена Богдана Хмельницкого дивизия; Галле ГДР ГСВГ
- С 1.06.2009 21-я гвардейская отдельная мотострелковая бригада. Тоцкое

## Подчинение
75-я морская стрелковая бригада:
- 1.02.1942 — Калининский фронт — 2-й гвардейский стрелковый корпус,
- 1.03.1942 — Калининский фронт — 2-й гвардейский стрелковый корпус

3-я гвардейская стрелковая бригада:
- 1.04.1942 — Калининский фронт — 2-й гвардейский стрелковый корпус
- 1.05.1942 — Калининский фронт — 2-й гвардейский стрелковый корпус

## Интересный факт
- Несмотря на название, 75-я морсбр на всём протяжении своего существования так и не участвовала в боевых действиях на морском побережье[4]:

…Командир Сухиашвили, моряк от бога, всячески поддерживал морские традиции, говоря, что моряк — он и на суше моряк. Мне рассказывали про ветерана бригады Ораза Турсунгалиева из Чимкентской области. До конца жизни он так и не увидел моря, но тельняшку хранил до старости и иначе как морским пехотинцем себя не называл…— «Чёрная смерть» из степей Казахстана

## Состав
- Насчитывала 4,5 тыс. человек, и в её состав входили три стрелковых батальона, два артиллерийских дивизиона, батальон связи, пулемётные, сапёрные, разведывательные и другие подразделения.

## Командование
- командир — Сухиашвили, Константин Давидович с 3.11.1941, капитан 1-го ранга
- военком — дивизионный комиссар А. А. Муравьёв,
- батальонный комиссар Н. С. Никольский с 11 марта 1942 года
- Батенин И., батальонный комиссар — 11-18.3.42.
- начальник штаба Куликов Михаил Михайлович, майор — 24.11.41-5.42.

## Память
- В Холмском районе установлен обелиск: гранитная стела, к подножию которой прислонён морской якорь. С одной стороны высечено: «Здесь стояли насмерть моряки 75-й морской стрелковой бригады».